# Баєрівці
Баєрівці (словац. Bajerovce) — село, Громада в окрузі Сабінов Пряшівський край, Словаччина.
Вперше згадується в 1366 році.
У селі є греко-католицька та православна церква.

## Географія
Розташоване в північно-східній частині Словаччини в північно-східній частині Левоцьких гір в долині потока Валаська вода. Протікає річка Люботинка.

## Населення
| Рік:            | 1994. | 2004.    | 2014.    | 2024.   |
| --------------- | ----- | -------- | -------- | ------- |
| Кількість осіб: | 390   | 330      | 295      | 270     |
| Різниця:        |       | -15,38 % | -10,60 % | -8,47 % |

| Рік:            | 2023. | 2024.   |
| --------------- | ----- | ------- |
| Кількість осіб: | 267   | 270     |
| Різниця:        |       | +1,12 % |

У селі проживає 303 особи (2001).
Національний склад населення (за даними останнього перепису населення — 2001 року):
- словаки — 82,77 %,
- русини — 16,95 %,
- українці — 0,28 %,

Склад населення за приналежністю до релігії станом на 2001 рік:
- греко-католики — 61,02 %,
- православні — 35,31 %,
- римо-католики — 2,26 %,
- не вважають себе вірянами або не належать до жодної вищезгаданої конфесії- 1,41 %